# 394 (số)
394 (ba trăm chín mươi tư) là một số tự nhiên ngay sau 393 và ngay trước 395.